# Association française des correspondants à la protection des données à caractère personnel
 (novembre 2008).
Améliorez-le ou discutez des points à vérifier. 
L'Association française des correspondants à la protection des données à caractère personnel (AFCDP) est une association loi de 1901, créée en 2004, dans le contexte de la modification de la Loi informatique et libertés qui a officialisé une nouvelle fonction, celle de « Correspondant à la protection des données à caractère personnel » (ou CIL, pour Correspondant informatique et libertés). L'association se focalise sur le métier devenu celui de Délégué à la protection des données, ou DPO (pour Data Protection Officer ou Data Privacy Officer), dans le cadre du Règlement général sur la protection des données (RGPD).

## Histoire
Depuis le 28 janvier 2010 (Journée européenne de la protection des données), l'AFCDP publie un index du droit d'accès aux données personnelles. Depuis novembre 2019, l'association publie chaque semestre un Observatoire du Métier de DPO[réf. nécessaire].
L'AFCDP a également été auditionnée dans le cadre du rapport « La vie privée à l'heure des mémoires numériques », des sénateurs Yves Détraigne et Anne-Marie Escoffier, a participé aux travaux engagés par le Secrétariat d'État à la prospective et au développement de l'économie numérique, Mme Nathalie Kosciusko-Morizet sur le « droit à l'oubli » (Chartes du droit à l'oubli numérique)[réf. nécessaire]. 
Fin 2014, l’AFCDP a pris part aux travaux engagés par la CNIL qui ont débouché sur le label « Gouvernance Informatique et Libertés »[réf. nécessaire].
Fin 2017, L’AFCDP a rejoint, au sein du collège « Utilisateurs », le dispositif national d'assistance aux victimes, animé par le groupement d’intérêt public  Action contre la cybermalveillance et porté par une démarche interministérielle[réf. nécessaire].

## Présentation

### Au niveau européen
L’AFCDP est l'un des membres fondateurs de la Confederation of European Data Protection Organisations (en), avec la GDD (Allemagne), la NGFG (Pays-Bas) et l'APEP (Espagne). CEDPO est l'organisation qui regroupe les principales associations européennes de délégués à la protection des données à caractère personnel[réf. nécessaire].

## Manifestations
L’AFCDP organise régulièrement des conférences focalisées sur la conformité au RGPD et à la loi Informatique et Libertés et au DPO. La première s’est tenue en avril 2005, à l’École nationale de la magistrature, en présence du Président de la CNIL, Monsieur Alex Türk[réf. nécessaire]. 
Elle organise depuis 2006, une université annuelle constituée de nombreuses conférences : 
- 16e université - 2022[1] ;
- 15e université - 2021 ;
- 14e université - 2020[2] ;
- 13e université - 2019[3] ;
- 12e université - 2018[4] ;
- 11e université - 2017[5] ;
- 10e université - 2016 ;
- 9e université - 2015[6] ;
- 8e université - 2014 ;
- 7e université - 2013 ;
- 6e université - 2012 ;
- 5e université - 2011 ;
- 4e université - 2010[7] ;
- 3e université - 2009 ;
- 2e université - 2008[8] ;
- 1ère université - 2006.